# Benja Bruijning
 (octobre 2018).
Si vous disposez d'ouvrages ou d'articles de référence ou si vous connaissez des sites web de qualité traitant du thème abordé ici, merci de compléter l'article en donnant les références utiles à sa vérifiabilité et en les liant à la section « Notes et références ».
Benja Bruijning, né le 28 octobre 1983 à Amsterdam, est un acteur néerlandais.

## Vie privée
Il est actuellement en couple avec l'actrice et mannequin néerlandaise Anna Drijver.

## Filmographie

### Cinéma
- 1999 : Dichter op de Zeedijk : Constant
- 2001 : De Grot (nl) : jonge Axel
- 2002 :  Mooie Judy : Paul
- 2008 : Le piège américain de Mischa Kamp[3]
- 2010 : Bon Voyage : Giel
- 2010 : Afrika : Jona
- 2011 : The Gang of Oss de André van Duren : Jan[4]
- 2012 : Family Way (nl) de Joram Lürsen : Charlie de Roover[5]
- 2013 : Frozen : Kristoff
- 2014 : Heart Street (nl) de Sanne Vogel : Thomas[6]
- 2014 : Pak van mijn hart (nl) : Tom
- 2016 : The Fury de André van Duren : Albert[7]
- 2016 :  Alicia weet wat te doen! : Harlock
- 2016 : De Helleveeg (nl) : Albert
- 2017 :  De Terugkeer van de Wespendief : Simon
- 2018 : Picture Perfect de Jeroen Houben[8]
- 2018 : De matchmaker : Chris

### Téléfilms
- 2002 : Costa! (nl) : Sander
- 2003 : Dwaalgast : Mirko
- 2005 : Leuk voor Later : Jurgen
- 2009 : Flikken Maastricht : Thijs Smeets
- 2009 : A'dam - E.V.A. (nl) : Daan
- 2010 : Bellicher: De Macht van Meneer Miller : Vince
- 2012-2016 Dokter Deen (nl) : Fedde IJlstra
- 2013 : Charlie : Maurits van Haeften,
- 2014 : Heer & Meester (nl) : Guido
- 2015 : Zwarte Tulp (nl) : Joeri Vonk
- 2015 : Vechtershart (nl) : David Roest
- 2016 : De mannen van dokter Anne : Mark Meijer
- 2017 : Van God los (nl) : Dennis